# القوة العاملة العالمية
القوة العاملة العالمية (بالإنجليزية: Global workforce)‏، هو مصطلح يشير إلى حجم العمالة العالمية للعمال الوافدين أو العمال الذين جري تعينهم وتوظيفهم من قبل الشركات متعددة الجنسيات، ويربط بينهم نظام عالمي من الشبكات والإنتاج. واعتبارًا من عام 2005، بلغ حجم العمالة العالمية التي تم توظيفها من قبل الشركات متعددة الجنسيات 3 مليارات عامل تقريباً.

## التشعبات
لقد دخلت العمالة العالمية في حلبة السباق بشكل لم يسبق له مثيل. فقد يصف البعض منهم ذلك الأمر على أنه «حرب للتميز» ونتج هذا التنافس عن توافر الوظائف المتخصصة في كافة أنحاء العالم وذلك بسبب تكنولوجيا الاتصالات. بما أن الموظفين باتوا أكثر انسجامًا مع استخدام تكنولوجيا الاتصالات، أصبحت أمامهم الفرصة مواتية لكي يمتهنوا المحاسبة أو تصميم البرمجيات لدى مكتب في النصف الآخر من العالم. وبالتأكيد يمكن أن يؤدي هذا إلى حد التقدم إلى بعض الوظائف التي يكون فيها الوجود الشخصي لازمًا. لا تعود تلك التقنيات الحديثة على العاملين بالنفع فحسب، بل تعود كذلك على الشركات التي قد تجد ضالتها في الوقت الراهن في توظيف موظفين متخصصين ذوي كفاءة ومهارة في العمل بكل سهولة بشكل يتناقض مع تحديد بحثهم على المستوى المحلي. وقد بدأت تاورز بيرين (Towers Perrin) دراسة القوة العاملة العالمية.

## الدراسة
شملت هذه الدراسة 18 دولة واستطلعت رأي 90,000 موظف حول العالم. لقد تبين للقائمين على تلك الدراسة أن هناك أفراد يتوقون إلى بذل أقصى مساعيهم في مجال تخصصهم بل ربما يرغب بعضهم في أن يكون صاحب الكعب الأعلى في مجال تخصصه. وقد نشرت جريدة نيويورك تايمزمقالة حول الموظفين المستقلين حول العالم إذ أوضحت تلك المقالة حداثة تلك الظاهرة بشكل نسبي "phenomena" وكيفية الاستفادة منها. وتتزايد مؤشرات القوة العاملة العالمية من حيث القوة والقدرة. وسوف يستمر هذا الأمر في تحسن حيث أن التقنية التي تمكنه مازالت تواصل تقدمها.